# Tinodes unidentatus
Tinodes unidentatus är en nattsländeart som beskrevs av Klapalek 1894. Tinodes unidentatus ingår i släktet Tinodes och familjen tunnelnattsländor. Inga underarter finns listade i Catalogue of Life.

## Bildgalleri

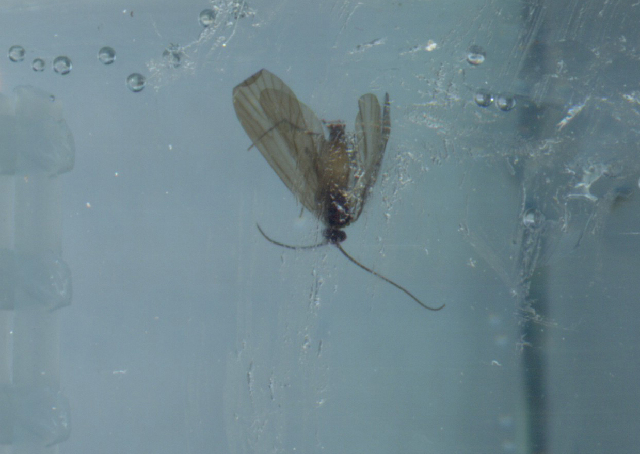